# بریستول (نیویورک)
بریستول (به انگلیسی: Bristol) یک منطقهٔ مسکونی در ایالات متحده آمریکا است که در شهرستان اونتاریو، نیویورک واقع شده‌است. بریستول ۹۵٫۰۸ کیلومتر مربع مساحت دارد ۳۷۶ متر بالاتر از سطح دریا واقع شده‌است.